# Gabrje (Novo Mesto, Slovenija)
Grabrje je naselje u slovenskoj Općini Novom Mestu. Grabrje se nalazi u pokrajini Dolenjskoj i statističkoj regiji Jugoistočnoj Sloveniji. 

## Stanovništvo
Prema popisu stanovništva iz 2002. godine naselje je imalo 569 stanovnika.